# 諸富野村
諸富野村（もろとのむら）は茨城県久慈郡にかつて存在した村である。

## 地理
- 旧山方町、現在の常陸大宮市の北東部に位置する。
- 現在の大子町の南部に位置する。
- 村は久慈川の東岸に位置する。
- 村域の大半は山地になっている。

## 歴史
村名は諸沢村の諸、北富田村の富、西野内村の野を組み合わせて諸富野村となった。

### 村域の変遷
- 1889年（明治22年）4月1日 - 町村制施行に伴い、諸沢村・北富田村・西野内村が合併し久慈郡諸富野村が発足。
- 1955年（昭和30年）2月11日 - 市町村合併により消滅。
  - 北富田の一部は久慈郡下小川村に編入。
  - 残部は那珂郡山方町に編入。

変遷表
| 1868年 以前 | 1868年 以前 | 明治22年 4月1日 | 昭和30年        | 昭和30年      | 平成16年 10月16日 | 現在       |
| 1868年 以前 | 1868年 以前 | 明治22年 4月1日 | 2月11日         | 3月31日       | 平成16年 10月16日 | 現在       |
| ----------- | ----------- | --------------- | --------------- | ------------- | ----------------- | ---------- |
|             | 北富田村    | 諸富野村        | 下小川村 に編入 | 大子町 に編入 | 大子町            | 大子町     |
|             | 北富田村    | 諸富野村        | 山方町 に編入   | 山方町        | 大宮町 に編入     | 常陸大宮市 |
|             | 諸沢村      | 諸富野村        | 山方町 に編入   | 山方町        | 大宮町 に編入     | 常陸大宮市 |
|             | 西野内村    | 諸富野村        | 山方町 に編入   | 山方町        | 大宮町 に編入     | 常陸大宮市 |

## 大字
- 諸沢（もろざわ）
- 北富田（きたとみた）
- 西野内（にしのうち）

## 人口・世帯

### 人口
総数 [単位： 人]
| 1889年（明治22年） | 2,633 |
| 1891年（明治24年） | 2,713 |
| 1920年（大正 9年） | 2,957 |
| 1935年（昭和10年） | 3,373 |
| 1950年（昭和25年） | 3,897 |

### 世帯
総数 [単位： 世帯]
| 1920年（大正 9年） | 634 |
| 1935年（昭和10年） | 558 |
| 1950年（昭和25年） | 714 |

## 交通

### 道路
- 二級国道
  - 国道118号